# Edson Hills
Die Edson Hills sind eine Gruppe von weitgehend eisfreien Hügeln in der westantarktischen Heritage Range. Der Höhenzug erstreckt sind in Nord-Süd-Richtung und ist im Norden durch den Drake Icefall von den Soholt Peaks getrennt. Im Westen erstreckt sich der Union-Gletscher.
Elvers Peak im Süden der Edson Hills erreicht eine Höhe von 1615 m und ragt damit etwa 200 Meter über das ewige Eis, das die umgebende Landschaft bedeckt. In der Mitte der Hügelgruppe liegt Lester Peak, nördlich von ihm fließt der Hyde-Gletscher in östlicher Richtung zum Union-Gletscher.
Ihren Namen erhielten die Edson Hills von einer Expedition der University of Minnesota der Jahre 1962/63 ins Ellsworthgebirge, die sie nach Dean T. Edson, einem Ingenieurgeographen und Mitglied der Expedition, benannten.